# Armando Martínez

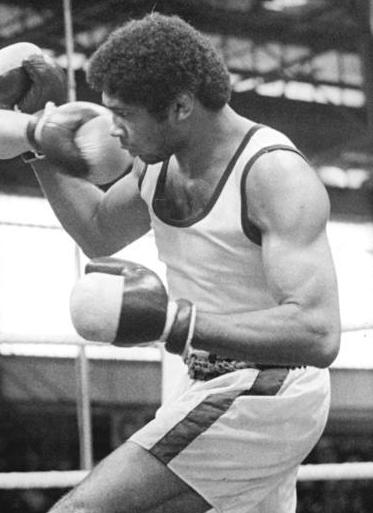
Armando Martínez (1982).

Armando Martínez Limendu (* 29. August 1961 in Majagua, Ciego de Ávila) ist ein ehemaliger kubanischer Boxer. Er wurde 1980 Olympiasieger im Halbmittelgewicht.

## Werdegang
Armando Martínez begann als Jugendlicher mit dem Boxen. Er zeigte dabei schon bald so gute Leistungen, dass er noch als Junior in die kubanische Nationalstaffel der Boxer aufgenommen wurde. Er wurde mit 18 Jahren auch Angehöriger der kubanischen Streitkräfte, wurde vom Militär aber für das Boxtraining freigestellt. Er war ein 1,80 m großer, technisch ausgereifter Boxer, der in der Normalauslage (Linksausleger) kämpfte.
Bereits mit 18 Jahren wurde er im Jahre 1979 kubanischer Vizemeister im Halbweltergewicht. Im Finale dieser Meisterschaft unterlag er José Aguilar Pulsán nach Punkten. Im gleichen Jahr wurde er bei einem Länderkampf gegen die Vereinigten Staaten in Havanna im Halbmittelgewicht, also zwei Gewichtsklassen höher als bei der kubanischen Meisterschaft, eingesetzt und kam dabei zu einem Punktsieg über Jeff Stoudemire. 1979 kam er auch zu einem Turnier nach Europa. Er siegte dabei beim Großen Preis von Ústí nad Labem im Weltergewicht mit einem Sieg im Finale über den sowjetischen Sportler Jonow.
1980 wurde Armando Martínez erstmals kubanischer Meister. Im Halbweltergewicht besiegte er im Finale José Luis Hernández nach Punkten. Bei einer weiteren Europareise gelang ihm in Ústí nad Labem im Halbmittelgewicht wiederum ein Turniersieg, während er beim 20. Honved-Cup in Budapest überraschenderweise im Endkampf eine knappe Punktniederlage (2:3 Richterstimmen) gegen Roland Wandelt aus der DDR einstecken musste. Obwohl er danach beim "Giraldo-Cordova-Cardin-Turnier des kubanischen Boxverbandes in Holguín im Halbmittelgewicht hinter seinen Landsleuten Manuel Cordero und Alfonso Semanat nur den 3. Platz belegte, wurde er doch bei den Olympischen Spielen in Moskau eingesetzt. Er rechtfertigte dieses Vertrauen und wurde mit einem Punktsieg über Zygmunt Gosiewski, Polen (5:0), einem Abbruch-Sieg i.d. 1. Runde über George Kabuto, Uganda, einem Punktsieg über Francisco de Jesus, Brasilien, einem Abbruch-Sieg i.d. 2. Runde über Ján Franek, ČSSR u. einem Punktsieg über Alexander Koschkin, UdSSR (4:1) Olympiasieger.
1981 musste Armando Martínez beim Weltcup in Montreal im Halbmittelgewicht nach Siegen über Percy Rackley aus Australien, Michail Tachow aus Bulgarien u. U Jin-choi, Südkorea im Endkampf gegen den Kanadier Shawn O’Sullivan eine überraschende Punktniederlage hinnehmen und kam dadurch nur auf den 2. Platz. Dafür siegte er bei der 16. Meisterschaft der Streitkräfte der Warschauer Pakt-Staaten in Pécs mit einem Abbruch-Sieg i.d. 1. Runde im Finale über Niculae Ciobaru aus Rumänien.

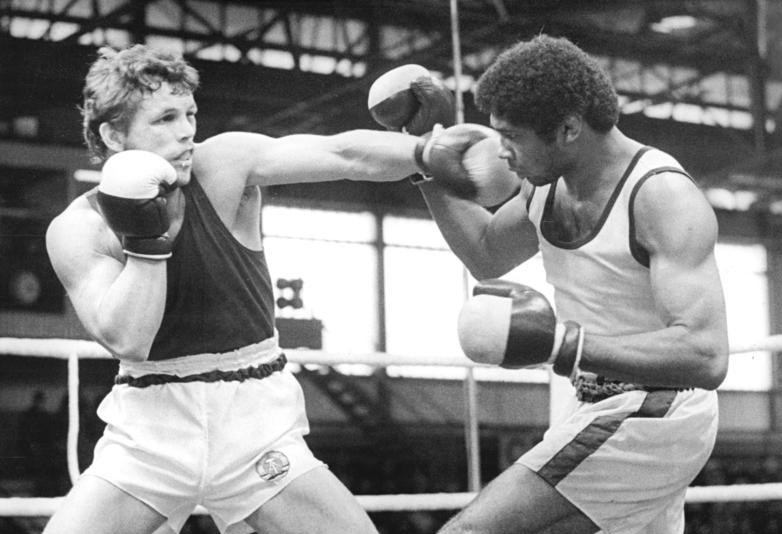
Armando Martínez (rechts) im Finale des Chemie-Pokals gegen Detlef Kästner aus der DDR.

1982 gewann Armando Martínez mit einem Punktsieg im Finale über Julio Quintana Martínez (5:0) seinen zweiten kubanischen Meistertitel. Den gleichen Boxer besiegte er auch im Finale des "Giraldo-Cordova-Cardin"-Turniers in Guantánamo. Außerdem wurde er 1982 Sieger bei den Central American & Caribbean Championships in Havanna im Halbmittelgewicht, wobei er im Finale José Luis Steven aus Venezuela nach Punkten besiegte. Der Höhepunkt des Jahres 1982 war für Armando Martínez aber die Teilnahme bei der Weltmeisterschaft in München. Er besiegte dort im Halbmittelgewicht Srba Stankovis aus Jugoslawien, Detlef Kästner aus der DDR u. Sandor Hranek aus der CSSR nach Punkten. Im Halbfinale kam er zu einem kampflosen Sieg, weil Michail Tachow gegen ihn wegen einer Verletzung nicht antreten konnte. Im Finale kam es dann mit dem Kampf gegen Alexander Koschkin zur Revanche von den Olympischen Spielen 1980. Diesmal war Koschkin der Glücklichere, denn er erhielt einen 3:2-Punktsieg zugesprochen. Armando Martínez musste sich deshalb mit dem Titel eines Vize-Weltmeisters begnügen.
Nach 1982 fand Armando Martínez nie mehr die Form der Jahre 1980 bis 1982. Auf das Siegertreppchen bei einer kubanischen Meisterschaft kam er nur mehr im Jahre 1985, wo er hinter Ángel Espinosa und Orestes Solano den 3. Platz belegte, und 1989, wo er im Finale gegen seinen alten Konkurrenten José Luis Hernández unterlag. 1984 hatte er allerdings beim "Giraldo-Cordova-Cardin"-Turnier in Sancti Spíritus im Halbmittelgewicht einen Turniersieg gefeiert, wobei er im Finale Orestes Solano auspunktete. Ein Start bei den Olympischen Spielen 1984 in Los Angeles kam für ihn aber nicht in Frage, weil Kuba diese Spiele aus politischen Gründen boykottierte.
Die letzten Spitzenresultate, die er erzielte, waren zwei dritte Plätze bei den "Giraldo-Cordova-Cardin"-Turnieren 1988 in Las Tunas und 1989 in Havanna im Halbmittelgewicht. Beide Male platzierten sich dabei José Guzmán und José Luis Hernández vor ihm.

## Internationale Erfolge
| Jahr | Platz | Wettbewerb                                                             | Gewichtsklasse | |
| 1979 | 1.    | Grand Prix in Ústí nad Labem                                           | Welter         | mit einem Punktsieg im Finale über Jonow, UdSSR |
| 1980 | 1.    | Grand Prix in Ústí nad Labem                                           | Halbmittel     | mit einem kampflosen Sieg im Finale über Gregorio Maso, Kuba |
| 1980 | 2.    | 20. Honved-Cup in Budapest                                             | Halbmittel     | mit einer Punktniederlage im Finale gegen Roland Wandelt, DDR (2:3) |
| 1980 | 3.    | "Giraldo-Cordova-Cardin"-Turnier in Holguín                            | Halbmittel     | hinter Manuel Cordero u. Alfonso Semanat, bde. Kuba |
| 1980 | Gold  | OS in Moskau                                                           | Halbmittel     | mit einem Punktsieg über Zygmunt Gosiewski, Polen (5:0), einem Abbruch-Sieg i.d. 1. Runde über George Kabuto, Uganda, einem Punktsieg über Francisco de Jesus, Brasilien (5:0), einem Abbruch-Sieg i.d. 2. Runde über Jan Franek, ČSSR u. einem Punktsieg über Alexander Koschkin, UdSSR (4:1) |
| 1981 | 2.    | Welt-Cup in Montreal                                                   | Halbmittel     | mit Punktsiegen über Percy Rackley, Australien u. Michail Tachow, Bulgarien, einem Abbruch-Sieg i.d. 2. Runde über U Jin-choi, Südkorea u. einer Punktniederlage gegen Shawn O’Sullivan, Kanada (0:5)                                                                                          |
| 1981 | 1.    | Nordamerikanische Meisterschaft in Shreveport                          | Mittel         | |
| 1981 | 1.    | 16. Meisterschaft der Armeen der Staaten des Warschauer Paktes in Pécs | Halbmittel     | mit einem Abbruch-Sieg i.d. 1. Runde im Finale über Niculae Ciobaru, Rumänien |
| 1982 | 1.    | Strandja-Turnier in Jambol                                             | Halbmittel     | mit einem Punktsieg im Finale über Michail Tachow (5:0) |
| 1982 | 1.    | Chemie-Pokal in Halle (Saale)                                          | Halbmittel     | mit einem KO-Sieg i.d. 2. Runde über Ralf Hunger u. einem Punktsieg über Detlef Kästner, bde. DDR |
| 1982 | 1.    | "Giraldo-Cordova-Cardin"-Turnier in Guantánamo                         | Halbmittel     | mit einem KO-Sieg i.d. 2. Runde im Finale über Julio Quintana Martínez |
| 1982 | 2.    | WM in München                                                          | Halbmittel     | mit Punktsiegen über Srba Stankovic, Jugoslawien, Detlef Kästner u. Sandor Hranek, CSSR, einem kampflosen Sieg über Michail Tachow u. einer Punktniederlage gegen Alexander Koschkin (2:3) |
| 1982 | 1.    | Central American & Caribbean Championships in Havanna                  | Halbmittel     | mit Abbruch-Siegen i.d. 1. Runde über S. Moreno, Panama und V. Torres, Puerto Rico u. einem Punktsieg über José Luis Steven, Venezuela |
| 1984 | 1.    | "Giraldo-Cordova-Cardin"-Turnier in Sancti Spíritus                    | Halbmittel     | mit einem Punktsieg im Finale über Orestes Solano (4:1) |
| 1988 | 3.    | "Giraldo-Cordova-Cardin"-Turnier in Las Tunas                          | Halbmittel     | hinter José Guzmán u. José Luis Hernández, bde. Kuba |
| 1989 | 3.    | "Giraldo-Cordova-Cardin"-Turnier in Havanna                            | Halbmittel     | hinter José Luis Hernández u. José Guzmán |

## Länderkämpfe
| Jahr | Ort       | Begegnung      | Gewichtsklasse | Ergebnis                                       |
| 1979 | Havanna   | Kuba gegen USA | Halbmittel     | Punktsieger über Jeff Stoudemire               |
| 1980 | Charlotte | USA gegen Kuba | Halbwelter     | Punktniederlage gegen Johnny Bumphus           |
| 1982 | Havanna   | Kuba gegen USA | Halbmittel     | Abbruch-Sieger i.d. 2. Runde über Alfred Mayes |

## Kubanische Meisterschaften
| 1979 | 2. | Halbwelter | nach einer Punktniederlage im Finale gegen José Aguilar Pulsán   |
| 1980 | 1. | Halbwelter | mit einem Punktsieg über José Luis Hernández                     |
| 1981 | 3. | Halbmittel | hinter Manuel Cordero u. Ezequiel Blanco                         |
| 1982 | 1. | Halbmittel | mit einem Punktsieg im Finale über Julio Quintana Martínez (5:0) |
| 1985 | 3. | Halbmittel | hinter Ángel Espinosa u. Orestes Solano                          |
| 1989 | 2. | Halbmittel | nach einer Niederlage im Finale gegen José Luis Hernández        |